# نیه‌گف
نیه‌گف (لهستانی: Niegów؛ [ˈɲeɡuf]) یک منطقهٔ مسکونی در لهستان است که در گمینا زابروجه واقع در شهرستان وشکوف در استان ماسوویان واقع شده‌است.
نیه‌گف ۶۸۵ نفر جمعیت دارد و در ۳ کیلومتری شمال‌غربی زابروجه و ۲۷ کیلومتری شمال‌شرقی ورشو قرار دارد.